# Esplanade Roger-Linet
Pour les articles homonymes, voir Bastille.
L'esplanade Roger-Linet est une voie du onzième arrondissement de Paris.

## Origine du nom
Elle porte le nom de Roger Linet (Cours-les-Barres, 7 mars 1914 – Chargé, 15 mars 2003), député communiste, résistant, déporté et secrétaire du syndicat CGT de Renault Billancourt.

## Historique
Cette esplanade est inaugurée le 11 mars 2011.

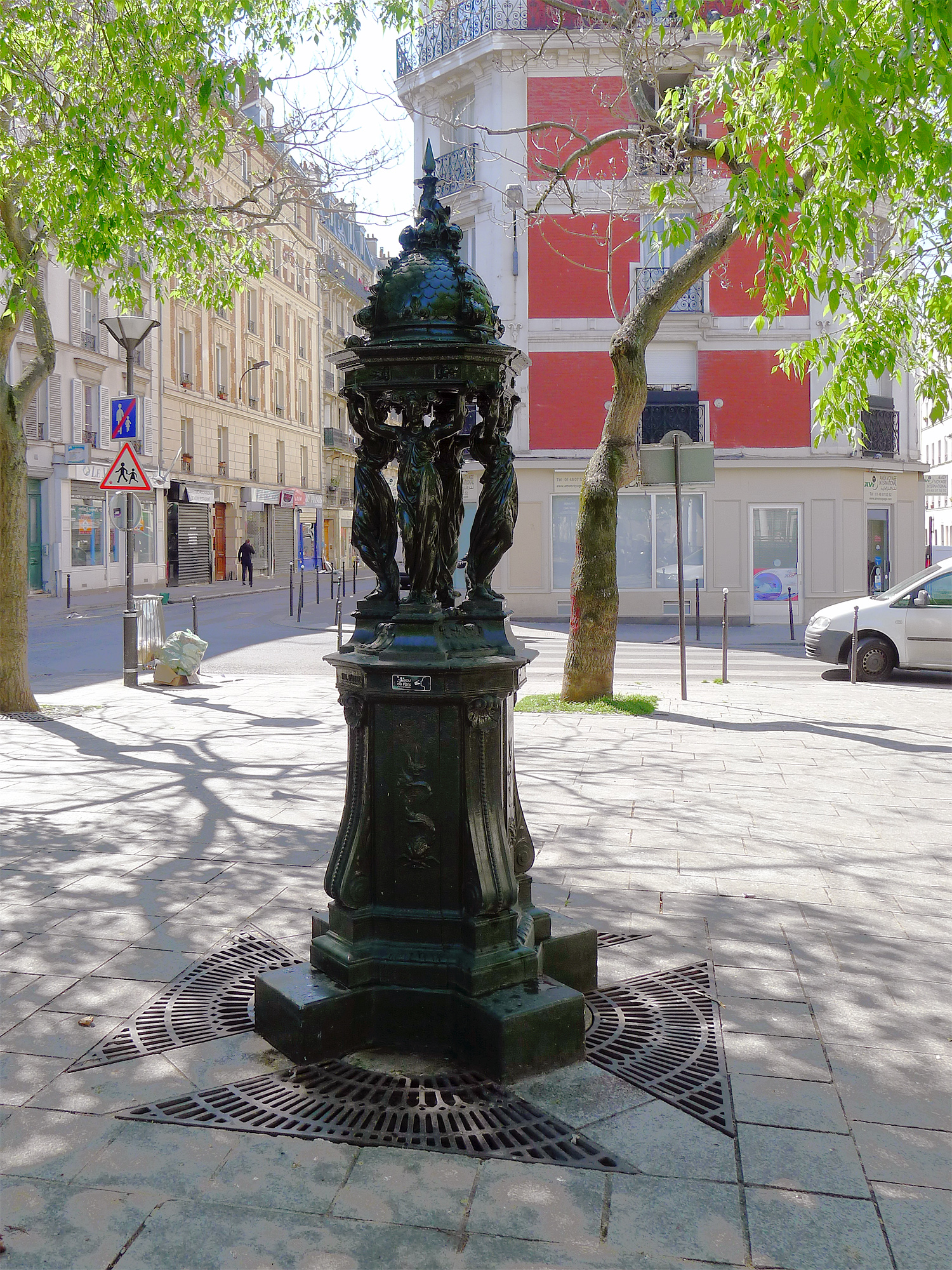
Fontaine Wallace.
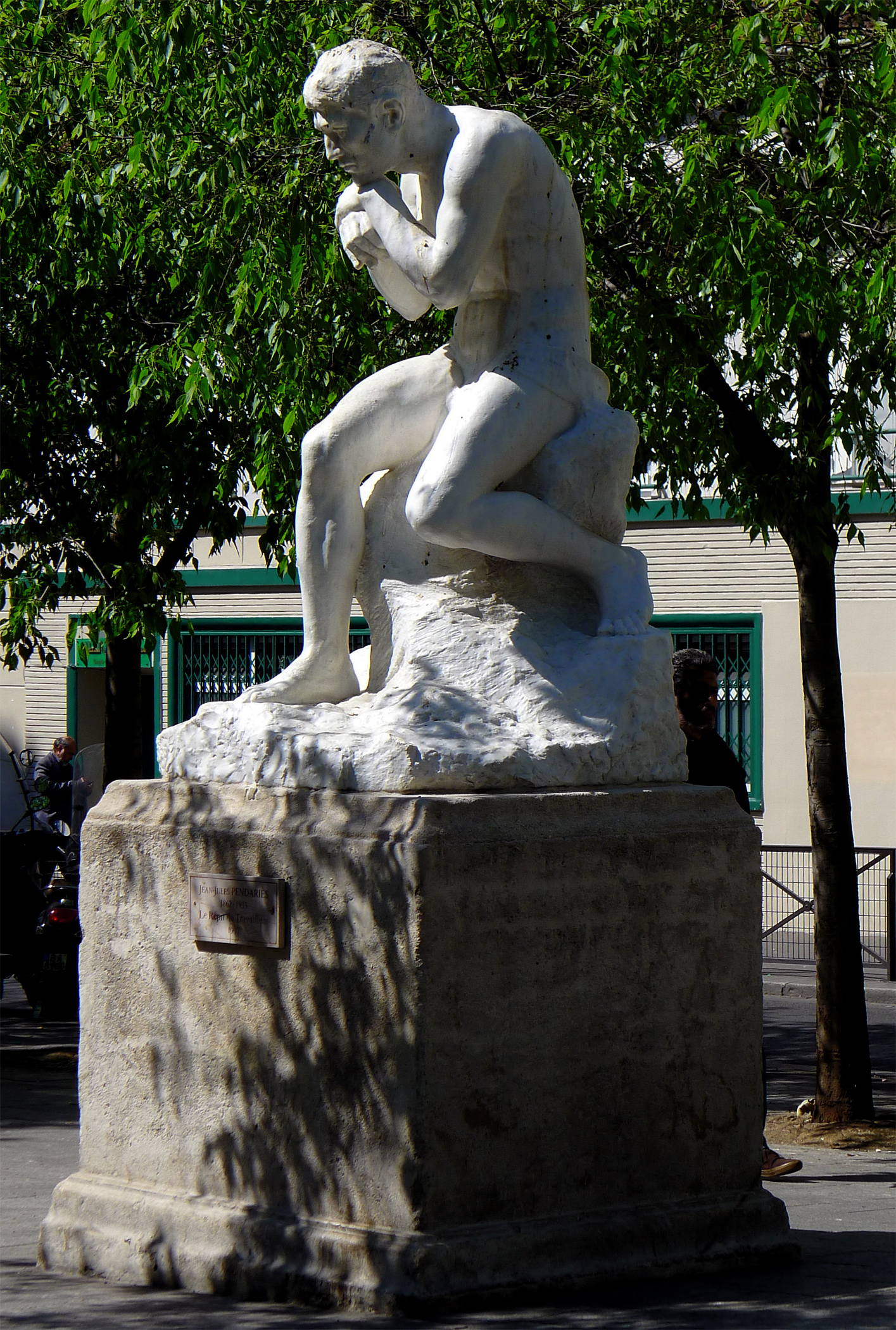
Statue Répit du travailleur de Jules Pendariès.